# Бухаринка
Буха́ринка (рос. Бухаринка) — присілок у складі Цілинного округу Курганської області, Росія.
Населення — 55 осіб (2010, 104 у 2002).
Національний склад станом на 2002 рік:
- росіяни — 91 %